# Andrzej Badeński
Andrzej Stanisław Badeński (Varsovia, 10 de mayo de 1943 - 28 de septiembre de 2008) fue un atleta polaco, especializado en la prueba de 400 m en la que llegó a ser medallista de bronce olímpico en 1964.

## Carrera deportiva
En los JJ. OO. de Tokio 1964 ganó la medalla de bronce en los 400 metros, con un tiempo de 45.6 segundos, llegando a meta tras el estadounidense Mike Larrabee (oro con 45.1 s) y el trinitense Wendell Mottley (plata con 45.2 s).
Y en el Campeonato Europeo de Atletismo en Pista Cubierta de 1971 ganó el oro en la misma prueba, llegando a meta en un tiempo de 46.8 segundos, por delante de los soviéticos Boris Savchuk  y Aleksandr Bratchikov.